# Хермелинк, Зигфрид
Зигфрид Хе́рмелинк (нем. Siegfried Hermelink; Гнибель, близ Тюбингена, 10.5.1914 — Фреконрюпт, Эльзас, 9.8.1975) — немецкий музыковед. Его научная гипотеза о «ладовых типах» Палестрины взята за основу современных (западных) исследований многоголосных ладов в ренессансной музыке.

## Жизнь и творчество
После окончания (1936) Высшей музыкальной школы в Штутгарте изучал музыкознание в Тюбингенском университете (1938-39) и у Г.Бесселера в Гейдельбергском университете (1941-45). После защиты докторской диссертации в Гейдельберге о клавирных прелюдиях И.С.Баха (1945) занялся музыкой эпохи Ренессанса. Начиная с 1943 преподавал в Гейдельбергском университете (с 1965 профессор) и занимался административной деятельностью (с 1952 музыкальный руководитель университета). Там же защитил профессорскую диссертацию (Habilitation) по гармонии Палестрины и его современников. Помимо научной и преподавательской деятельности занимался исполнительством — руководил университетским хором и Collegium musicum, играл на органе; выступления коллективов Хермелинка транслировались в прямом эфире по радио (более 150 передач Süddeutsche Rundfunk).
Книга Хермелинка «Распорядок ладов» (лат. Dispositiones modorum) проложила дорогу новому методу изучения старинных многоголосных ладов в вокальной музыке эпохи Возрождения. Научный метод Хермелинка критически обсуждал К.Дальхауз в своей диссертации «Исследования о происхождении гармонической тональности» (1966; монография 1968). Важное наблюдение над «ключеванием» в старинном многоголосии дало толчок к влиятельной теории многоголосных ладов Б. Майера. Метод Хермелинка был взят за основу американским исследователем старинной гармонии Г.Пауэрсом, с лёгкой руки которого представление о модально-тональных «ладовых типах» («tonal type» — перевод «Tonartentyp» Хермелинка) получило ныне достаточно широкое распространение (диссертация и статьи К.К.Джадд, П.Леффертса, М.Мангани, Д.Сабайно и других последователей учения Хермелинка-Пауэрса).
Выступил редактором 10 томов (мессы) в новом собрании сочинений О.Лассо.

## Научные труды (выборка)
- Zur Geschichte der Kadenz im 16. Jh. Kongreßbericht Köln, 1958.
- Dispositiones modorum: die Tonarten in der Musik Palestrinas und seiner Zeitgenossen. Habilitationsschrift. Heidelberg, 1959; (книга) Tutzing, 1960.
- Die Tabula compositoria // Festschrift Heinrich Besseler, hrsg. v, E. Klemm. Leipzig, 1961, SS.221–30.
- Über Zarlinos Kadenzbegriff // Scritti in onore di Luigi Ronga. Milano; Napoli, 1973, pp. 253–73.